# Niklas Hauptmann
Niklas Hauptmann (Colonia, 27 giugno 1996) è un calciatore tedesco, centrocampista della Dinamo Dresda.

## Biografia
È il figlio dell'ex calciatore Ralf Hauptmann.

## Carriera
Cresciuto nel settore giovanile della Dinamo Dresda, club in cui ha militato a lungo anche il padre Ralf, ha esordito in prima squadra il 23 aprile 2016, nella partita vinta per 4-0 contro il  Wehen Wiesbaden. Il 20 ottobre ha prolungato il proprio contratto fino al 2020.
Nel 2018 passa al Colonia con la quale vince il campionato di 2. Bundesliga. Il 1º luglio 2020 viene ceduto in prestito all'Holstein Kiel.

## Statistiche

### Presenze e reti nei club
Statistiche aggiornate al 10 luglio 2020.
| Stagione             | Squadra              | Campionato           | Campionato | Campionato | Coppe nazionali | Coppe nazionali | Coppe nazionali | Coppe continentali | Coppe continentali | Coppe continentali | Altre coppe | Altre coppe | Altre coppe | Totale | Totale | Totale |
| Stagione             | Squadra              | Comp                 | Pres       | Reti       | Comp            | Pres            | Reti            | Comp               | Pres               | Reti               | Comp        | Pres        | Reti        | Pres   | Reti   |        |
| -------------------- | -------------------- | -------------------- | ---------- | ---------- | --------------- | --------------- | --------------- | ------------------ | ------------------ | ------------------ | ----------- | ----------- | ----------- | ------ | ------ | ------ |
| 2015-2016            | Dinamo Dresda        | 3.L                  | 2          | 0          | CS              | 1               | 0               | -                  | -                  | -                  | -           | -           | -           | 3      | 0      |        |
| 2016-2017            | Dinamo Dresda        | ZL                   | 29         | 2          | CG              | 1               | 0               | -                  | -                  | -                  | -           | -           | -           | 30     | 2      |        |
| 2017-2018            | Dinamo Dresda        | ZL                   | 25         | 0          | CG              | 1               | 0               | -                  | -                  | -                  | -           | -           | -           | 26     | 0      |        |
| Totale Dinamo Dresda | Totale Dinamo Dresda | Totale Dinamo Dresda | 56         | 2          |                 | 3               | 0               |                    | -                  | -                  |             | -           | -           | 59     | 2      |        |
| 2018-2019            | Colonia              | ZL                   | 12         | 0          | CG              | 0               | 0               | -                  | -                  | -                  | -           | -           | -           | 12     | 0      |        |
| 2019-2020            | Colonia              | BL                   | 0          | 0          | CG              | 0               | 0               | -                  | -                  | -                  | -           | -           | -           | 0      | 0      |        |
| Totale Colonia       | Totale Colonia       | Totale Colonia       | 12         | 0          |                 | 0               | 0               |                    | -                  | -                  |             | -           | -           | 12     | 0      |        |
| Totale carriera      | Totale carriera      | Totale carriera      | 68         | 2          |                 | 3               | 0               |                    | -                  | -                  |             | -           | -           | 71     | 2      |        |

## Palmarès

### Club

#### Competizioni nazionali
- 2.Bundesliga: 1

Colonia: 2018-2019
- 3. Liga: 1

Dinamo Dresda: 2015-2016